# Lobatschiwka
Lobatschiwka (ukrainisch Лобачівка, Lobačivka, polnisch Łobaczówka, historische Schreibweise: Lobaczewka) ist ein Dorf in der Gemeinde Berestetschko in der Oblast Wolyn in der Ukraine. Es liegt am rechten Ufer des Flusses Lipa, der 11 km nordöstlich in den Styr mündet, und hat 841 Einwohner (Stand 2001).

## Geschichte
Der Ort wurde bereits 1680 urkundlich erwähnt, 1906 lag er im Kreis Berestetschko des Bezirks Dubno im Gouvernements Wolhynien.
Lobatschiwka lag am Rande eines während des Ersten Weltkriegs hart umkämpften Gebiets. Am Mittag des 20. Juli 1916 überquerten die Russen bei Werben über den Styr, obwohl Generaloberst Paul Puhallo von Brlog dort verhältnismäßig starke Kräfte mit der Verteidigung betraut hatte. Die Russen durchbrachen die 46. Schützendivision, warfen die herbeieilenden Reserven über den Haufen und stießen mit einer zweiten Gruppe abends auch zwischen der 46. Schützendivision und 7. Infanteriedivision durch. Der linke Flügel der 1. Armee musste den ganzen Styrbogen bei Beresteczko und die Lipa bis Lobatschiwka preisgeben. Russische Angriffe auf Lobatschiwka wurden am 24., 25. und 26. Juli 1916 erfolgreich abgeschlagen.

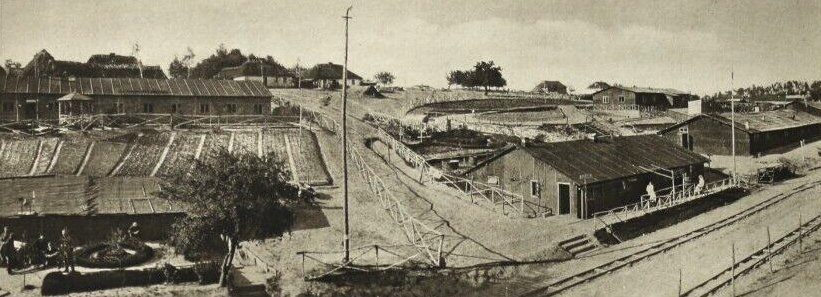
Station Lobatschiwka der Pferdefeldbahn Stojaniw–Biltsche, um 1916
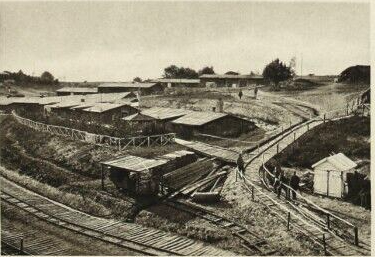
West-Lobatschiwka, um 1916

Während des Ersten Weltkriegs gab es in Lobatschiwka eine Station der k.u.k. Pferdefeldbahn Stojaniw–Biltsche mit Stationsgebäude, Bade- und Entlausungsanstalt, Krankenhaltestation, Labestelle und Verkaufsstelle. Die etwa 64 km lange Strecke mit einer Spurweite von 700 mm wurde während des Ersten Weltkriegs vom österreichisch-ungarischen Heer als militärische Pferdebahn verlegt.

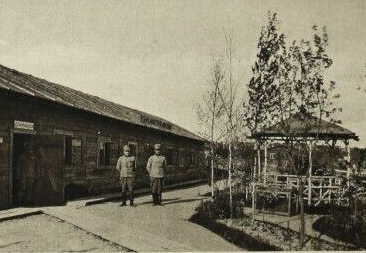
Feldbahn-Stationsgebäude
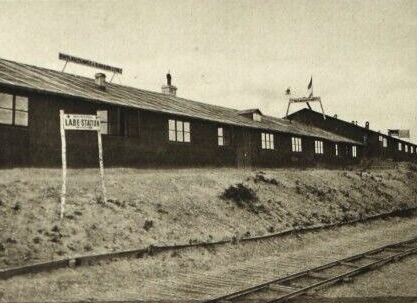
Bade- und Entlausungsanstalt
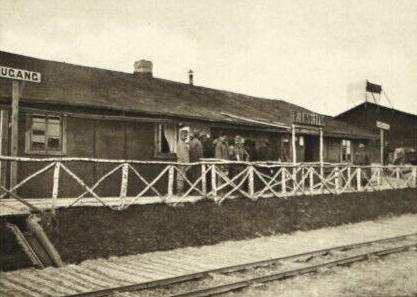
Labestelle
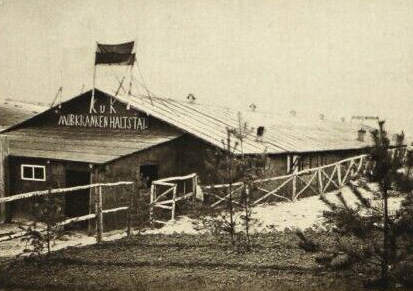
Krankenhaltstation
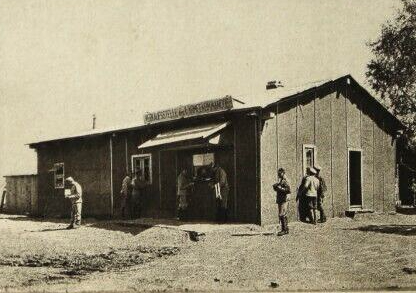
Verkaufsstelle

## Denkmäler
In Lobatschiwka gibt es zwei Denkmäler, die an die gefallenen Sowjetsoldaten des Zweiten Weltkriegs und des Afghanistankriegs (1979–1989) erinnern.

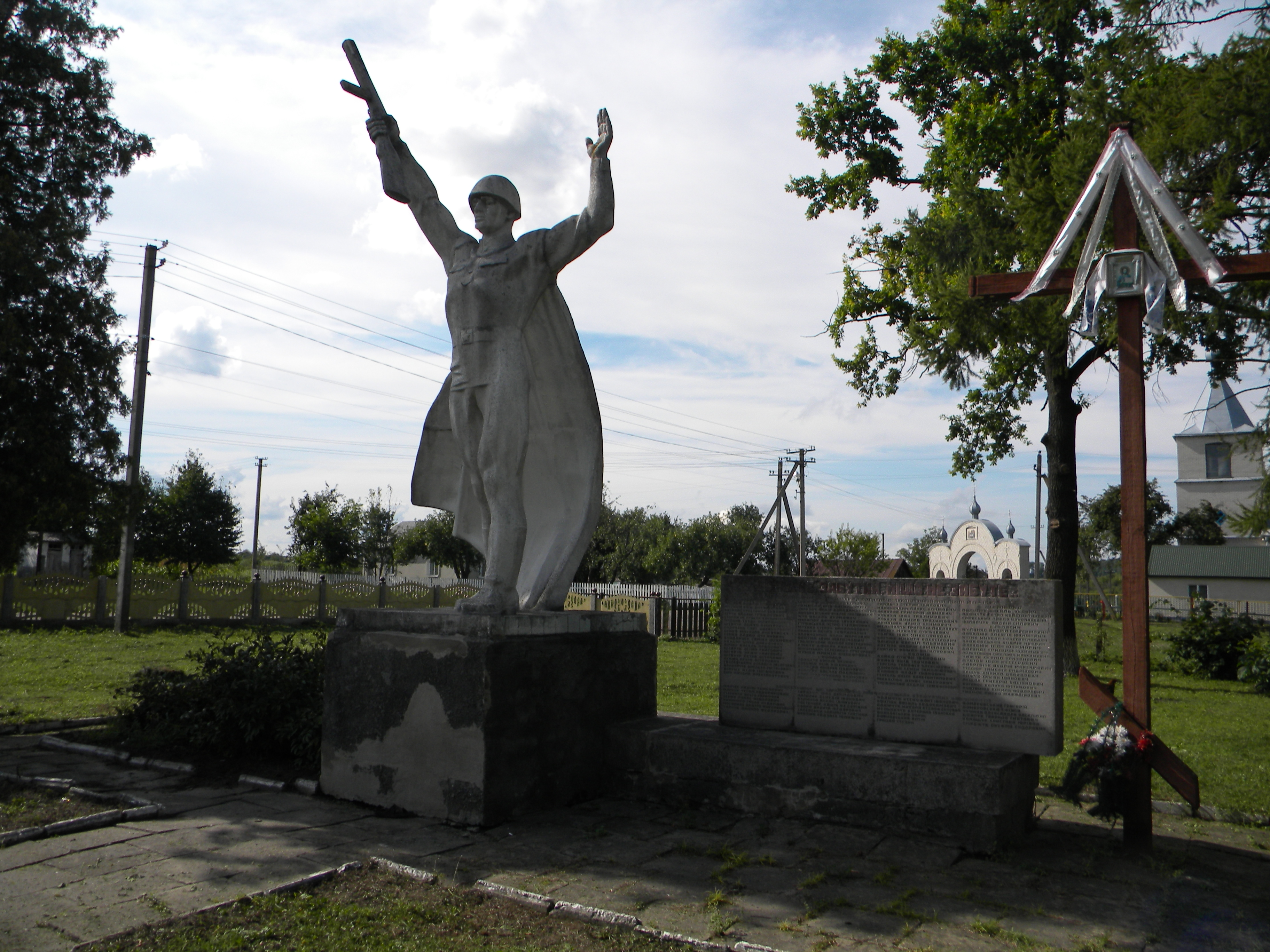
Denkmal für die gefallenen Sowjetsoldaten des Zweiten Weltkriegs
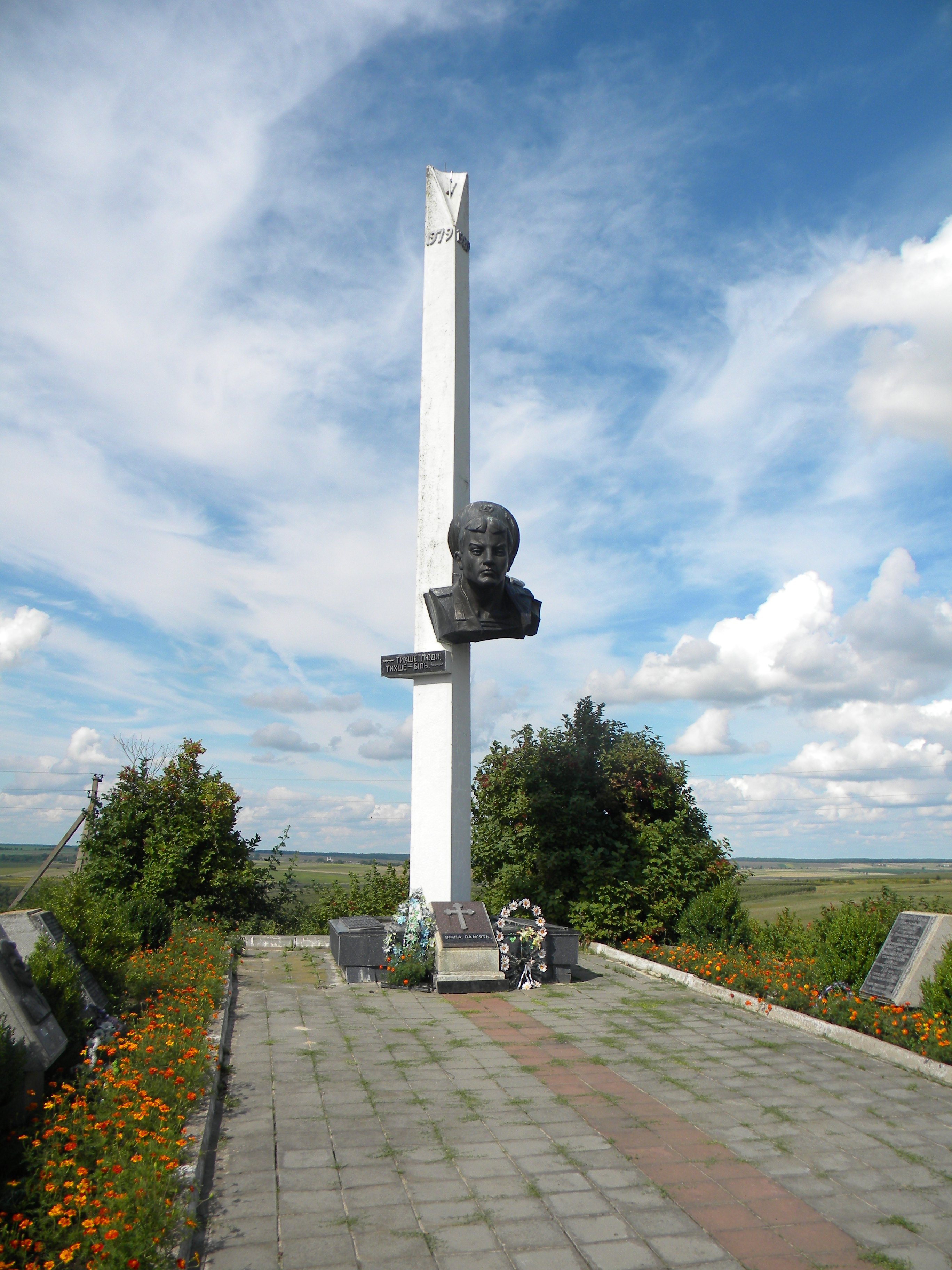
Denkmal für den Afghanistankrieg